# François Mansart

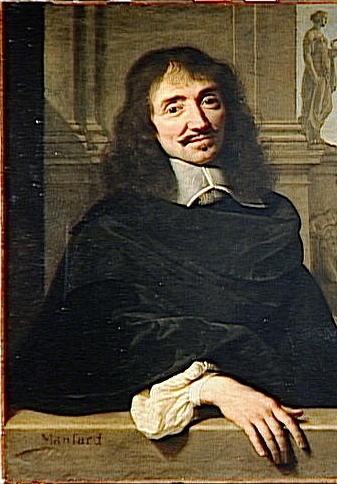
François Mansart, detaliu al portretului lui Mansart şi al lui Claude Perrault, de Philippe de Champaigne

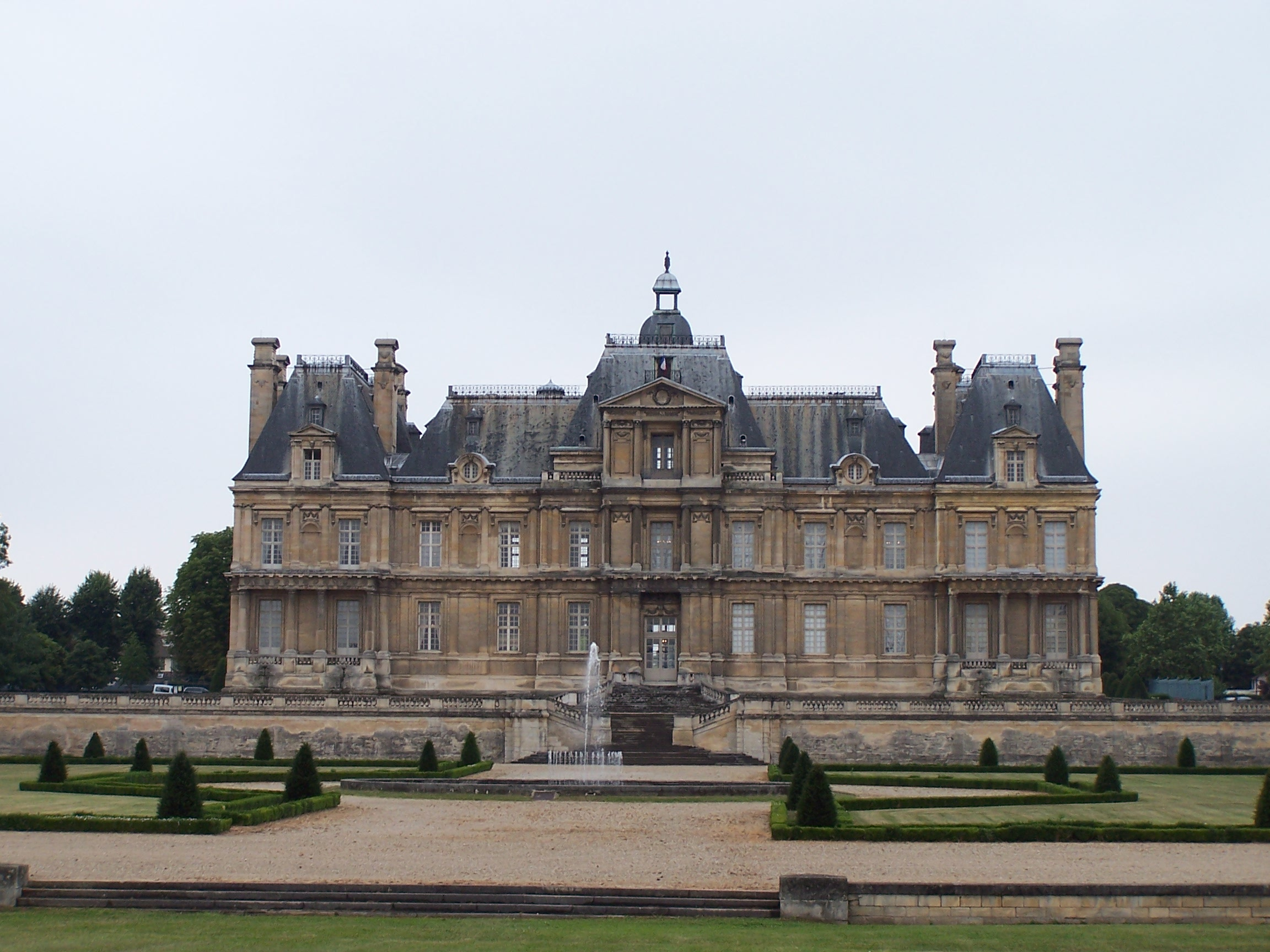
Castelul Maisons, de Mansart.

François Mansart (n. 23 ianuarie 1598, Paris, Regatul Franței – d. 23 septembrie 1666, Paris, Regatul Franței) a fost un arhitect francez, promotorul stilului neoclasic în arhitectura franceză.
Numele său este eponimul termenului mansardă.

## Biografie
François Mansart a fost fiul unui maistru tâmplar din Paris. Nu a fost educat în arhitectură, ci cu ajutorul rudelor sale studiat tăierea pietrei și sculptura. A fost inițiat în arhitectură în atelierul lui Salomon de Brosse, celebru arhitect în perioada domniei lui Henric al IV-lea al Franței.
Mansart a fost un perfecționist desăvârșit și încăpățânat, doar cei foarte bogați permițându-și să apeleze la serviciile sale, deoarece obișnuia să demoleze și să reconstruiască dacă-l nemulțumea vreun detaliu mai puțin reușit. Astfel, și-a câștigat recunoașterea ca arhitect, începând cu decada 1620.

Singura clădire, exemplu al muncii sale, începută în anul 1626, este Castelul Balleroy, beneficiar fiind Gaston, Duce de Orléans. Ducele fiind extrem de mulțumit realizarea sa, îi încredințează renovarea castelului Blois, finalizat în anul 1635. 

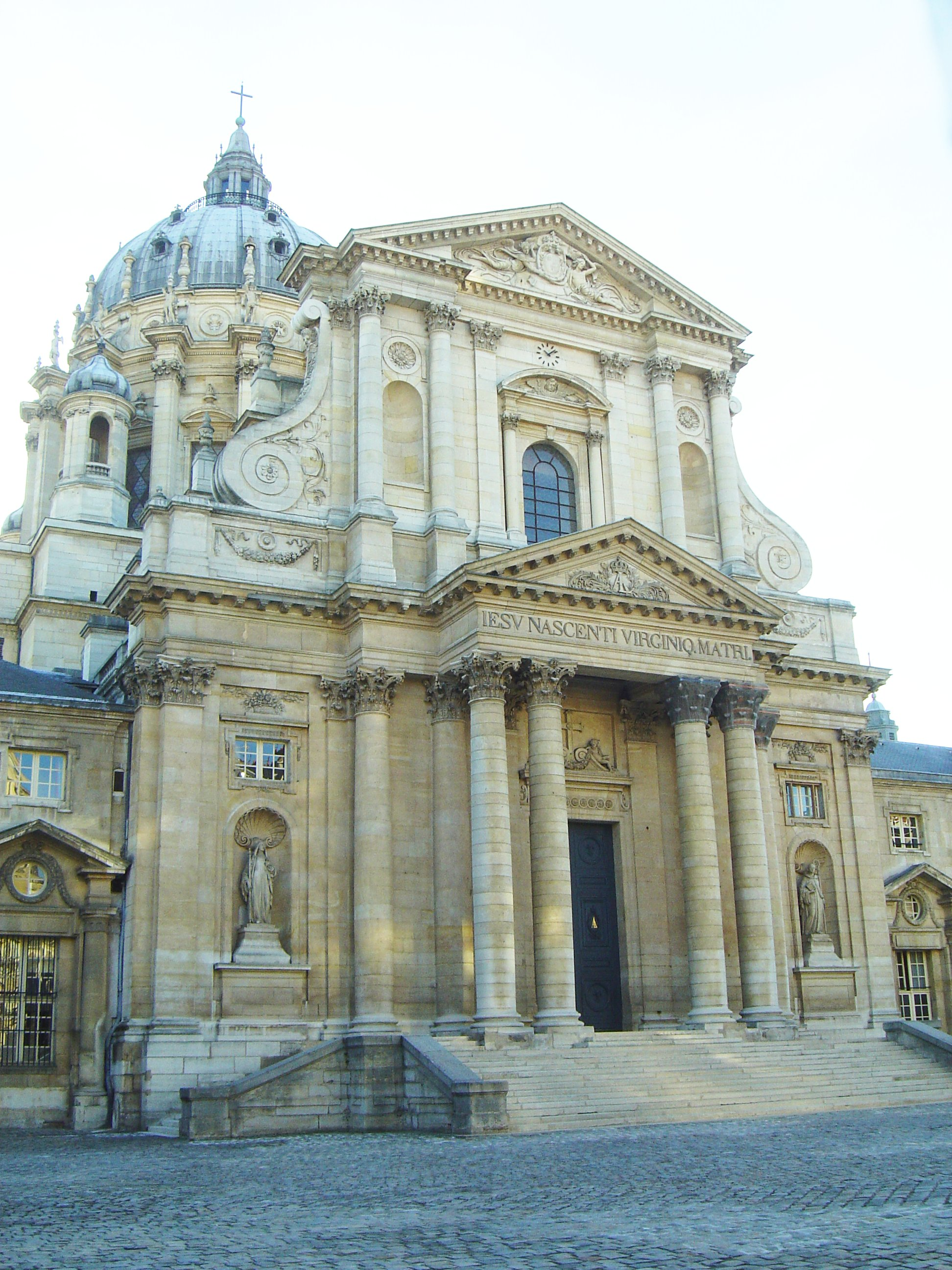
Biserica Val-de-Grâce, de Mansart

Unica clădire, care mai există și în zilele noastre, din perioada maturității sale artistice este castelul Maisons, unde s-au păstrat decorațiunile interioare și o magnifică scară interioară. Structura este strict simetrică și se poate observa meticulozitatea acordată realizării reliefurilor. Se spune că această realizare arhitecturală a inspirat nașterea Neoclasicismului secolului al XVIII-lea în Franța.
În anii deceniului 1640, Mansart a lucrat pentru înălțarea bisericii Val-de-Grâce, din Paris, comanda venind de la Ana de Austria. Dar din cauza atitudinii sale perfecționiste, care a adus la prea multă risipă, a fost înlocuit cu un alt arhitect care a continuat construcția după proiectul inițial al lui Mansart.
În anii deceniului 1650, a devenit victima atacurilor politice, atacuri inițiate de inamicii politici ai prim ministrului, Cardinalul Mazarin, care i-a fost un client fidel.
În anul 1651 a fost publicat pamfletul Mansarada (La Mansarade), care-l acuzau de extravaganță și mașinațiuni politice.
După accederea lui Ludovic al XIV-lea la tron, Mansart a început să-și piardă din popularitate. Proiectele sale de renovare al palatului Luvru și al mausoleului regal de la Saint-Denis nu au mai fost executate. Renovarea Luvrului, nu s-a executat după proiectul său, deoarece Mansart nu a pus la dispoziția beneficiarului planurile de detaliu.
La data de 23 septembrie 1666, moare la Paris.
Nepotul său, Jules Hardouin Mansart, a refolosit anumite planuri ale sale, dar acesta nu s-a bucurat de faima unchiului lipsindu-i ingeniozitatea și minuțiozitatea acestuia.